# Peter Schöffer

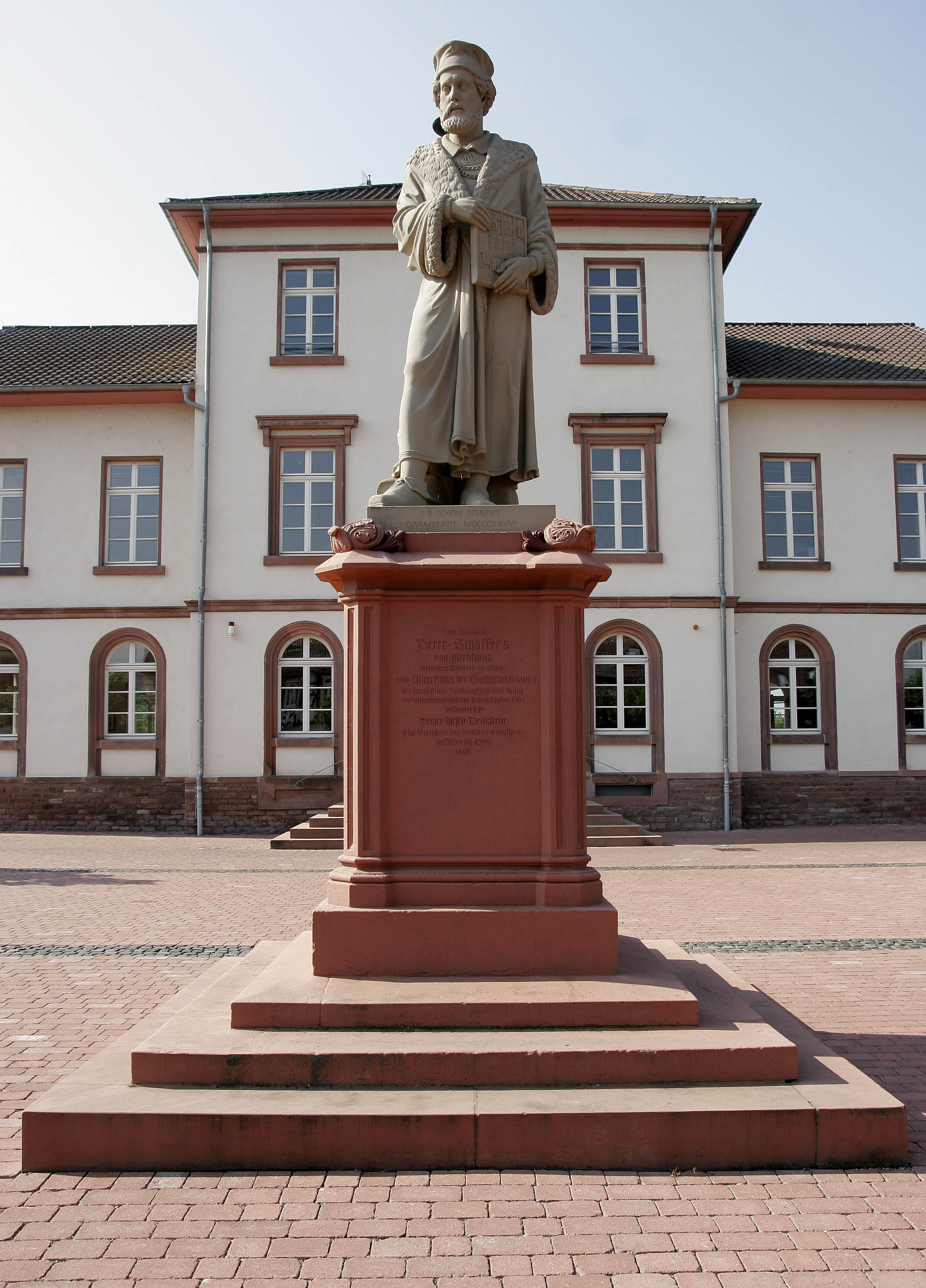
Peter Schöffer. Denkmal von 1836 in Gernsheim

Peter Schöffer (latinisiert Petrus Schoiffer; * um 1425 in Gernsheim; † um 1503 in Mainz) war einer der ersten Buchhändler und Verleger im Zeitalter des Buchdrucks. Er verbesserte die von Johannes Gutenberg gemachte Erfindung des Druckens mit beweglichen Lettern und hatte bedeutenden Anteil an ihrem ökonomischen und technologischen Siegeszug zu Beginn der Neuzeit. Unter anderem gehen auf ihn die Druckermarken zurück, die auf die Herkunft der Druckwerke hinwiesen.

## Leben und Wirken

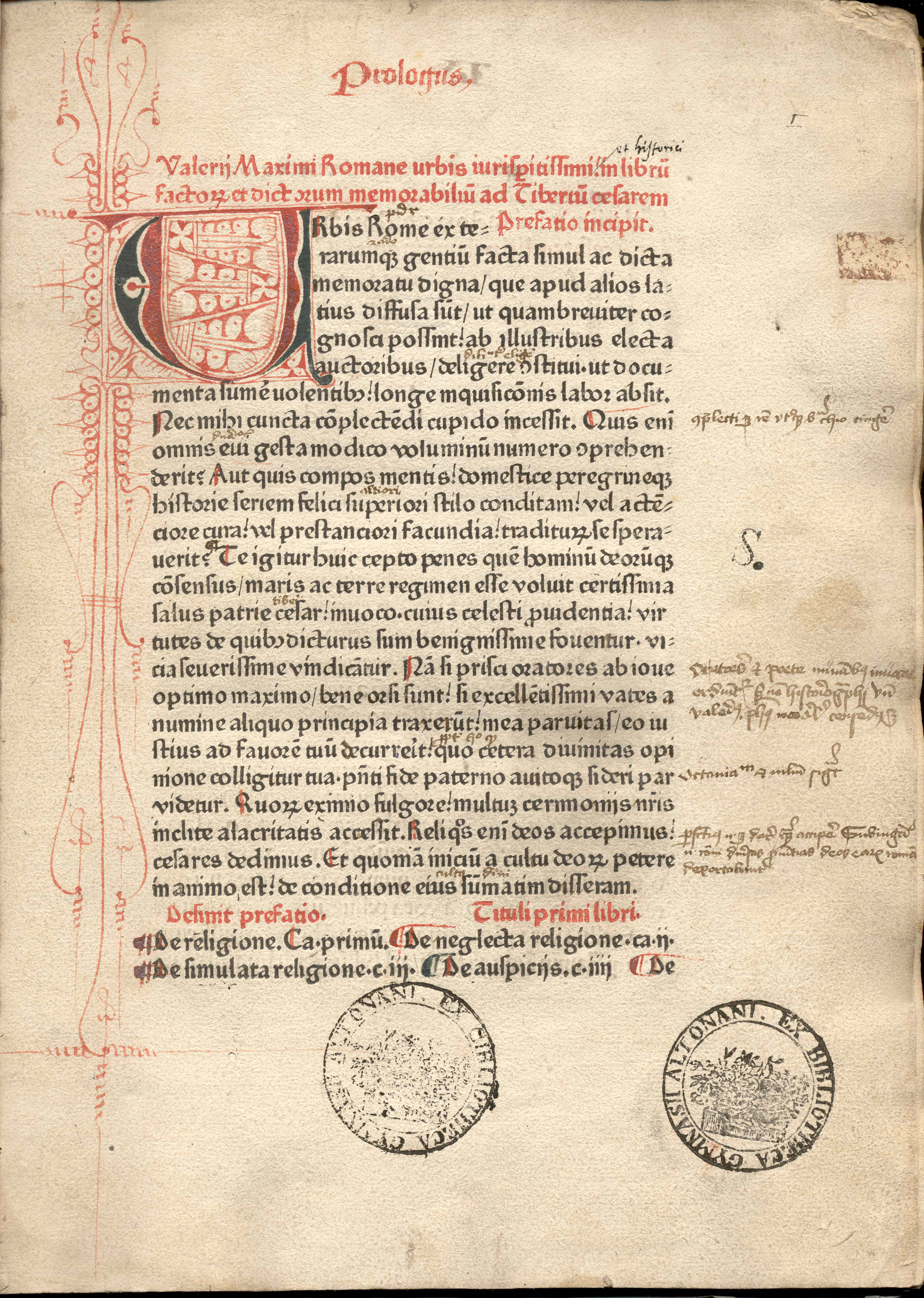
Incipit Valerius Maximus. Peter Schöffer: Mainz 18. Juli 1471

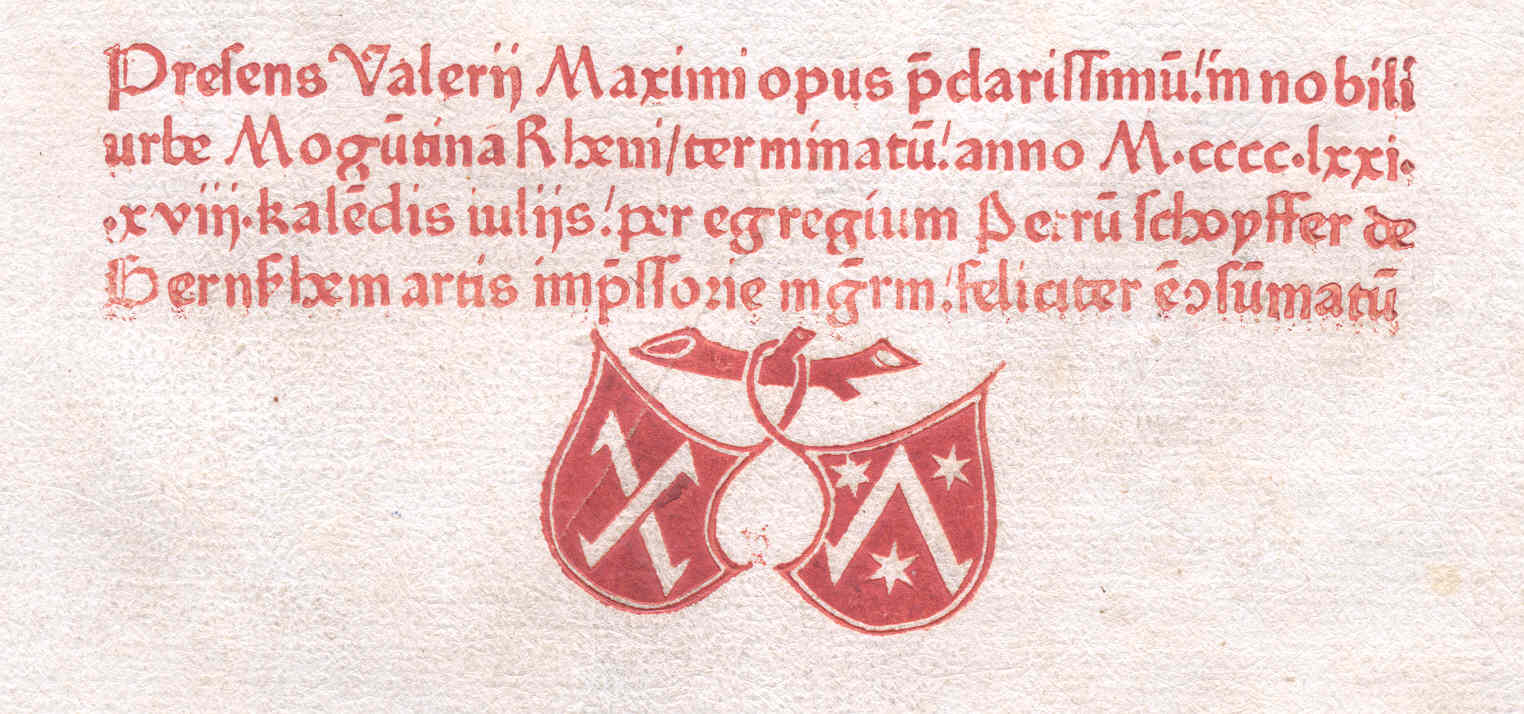
Peter Schöffers Druckermarke, hier angebracht am Ende von Valerius Maximus, 1471

Peter Schöffer wurde um 1425 in Gernsheim am Rhein geboren. Nach dem Schulbesuch in der Heimat war er 1444 und 1448 an der Universität Erfurt immatrikuliert; an der Sorbonne in Paris studierte er entweder Rechtswissenschaft oder Theologie. 1449 war er in der französischen Metropole als Schreiber und Kalligraph tätig, was im Kolophon (Schlussschrift) einer Handschrift aus diesem Jahr nachgewiesen ist, in dem er sich Petrus de Gernsheim alias Moguntia nennt. Zurück in Deutschland, trat Peter Schöffer um 1452 in Mainz als Typograf und Drucker und Mitarbeiter an der 42-zeiligen Bibel Gutenbergs auf.
Johannes Gutenberg lieh sich mehrfach von dem Mainzer Kaufmann und Juristen Johannes Fust Geld, wofür sich dieser im Gegenzug die Teilhaberschaft an seinem Werk sicherte. 1455 klagte Fust gegen Gutenberg. Der Grund waren Gelder, die dieser unterschlagen haben sollte. In dem Prozess, der zum Teil durch das Notariatsinstrument des Ulrich Helmasperger dokumentiert ist, trat Peter Schöffer als Zeuge auf. Nach der Übernahme eines Teiles der Gutenberg-Werkstatt durch Johannes Fust wurde Schöffer zunächst Werkstattleiter, später Inhaber. Er wurde außerdem Fusts Schwiegersohn.
Als Mitarbeiter Gutenbergs hatte Schöffer gesellschaftlich und innerbetrieblich eine weitaus höhere Stellung als die eines Gehilfen. Schöffer war Urheber technischer und ästhetischer Verbesserungen an den Lettern und entwickelte eigene Drucktypen. Heute wird ihm sogar nachgesagt, dass er als Typograf und Drucker Gutenberg übertraf. 1462 erschien im Kolophon der 48-zeiligen Bibel erstmals ein Druckersignet mit seinem Namen. Das letzte Werk mit der gemeinsamen Firmenbezeichnung von Fust und Schöffer war Ciceros De officiis, abgeschlossen 1466. Schöffer heiratete Fusts Tochter (nicht vor 1462). Fust starb 1466 und Schöffer übernahm die Druckerei. Im Jahr darauf erschien ein Teilband der Summa theologiae des Thomas von Aquin, bei dem der Gernsheimer als alleiniger Drucker und Verleger firmierte. Das letzte Werk aus seiner Offizin war die vierte Auflage des Mainzer Psalters, fertiggestellt am 20. Dezember 1502. Sein Tod ist zwischen diesem Datum und dem 8. April 1503 bezeugt.
Peter Schöffer wird heute als einer der besten Drucker, Verleger und Buchhändler Europas gesehen, der die künstlerischen Grenzen auslotete und durch dessen geschäftliche Tüchtigkeit sich der internationale Buchmarkt für intellektuelle Debatten beziehungsweise zur Massenkommunikation öffnete. Der Offizin Schöffer werden mehr als 250 Einblattdrucke und Bücher zugeschrieben. Ab 1470 arbeitete Schöffer mit Buchmalern zusammen, die heute unter dem Notnamen der Werkstatt der Mainzer Riesenbibel zusammengefasst werden.
Etwa 1470/71 erwarb Schöffer den Hof zum Humbrecht in Mainz, der später Schöfferhof genannt wurde. Von 1489 bis zu seinem Tode 1503 war Peter Schöffer weltlicher Richter in Mainz. Mit seiner Ehefrau Christina, geb. Fust, hatte Peter Schöffer vier Söhne: Gratian Schöffer schuf sich eine eigene Druckerei in Oestrich. Peter Schöffers zweiter Sohn Peter Schöffer der Jüngere wurde ebenfalls ein bekannter Buchdrucker von Musikalien in Mainz, Worms, Straßburg, Basel und Venedig. Peter Schöffers Sohn Johann Schöffer folgte ihm in der Leitung der Druckerei. Er trug in hohem Maße zur Verwirrung um die Erfindung des Buchdrucks bei, indem er 1509 und 1515 ausführlich behauptete, sein Großvater Johannes Fust sei deren Erfinder gewesen. Ferner hatte Peter Schöffer eine Tochter Catharina, die mit Botho Bothe verheiratet war, einem Sohn des Konrad Bote, dem möglichen Verfasser der Cronecken der Sassen, dem letzten großen Druckwerk aus der Offizin von Peter Schöffer. Der deutsch-schwedische Politikwissenschaftler an der Universität Uppsala Johannes Scheffer (1621–1679) führte seine Abstammung auf Peter Schöffer zurück.

## Bedeutende Werke

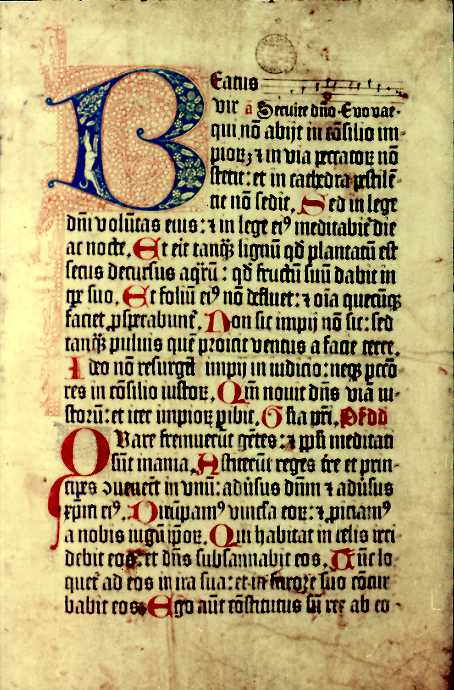
Aus dem Psalterium Benedictinum, 1459: mit gedrucktem Initial und mit der Hand eingetragenen Noten

Bedeutende Werke von Peter Schöffer sind der Mainzer Psalter von 1457, eines der kostbarsten Druckwerke aller Zeiten (gemeinsam mit Johannes Fust), für den erstmals dreifarbig mit einem Druckstock gearbeitet wurde; die 48-zeilige Bibel von 1462 (ebenfalls gemeinsam mit Fust), der franziskanische Mammotrectus von 1470, der Herbarius Latinus (1484, das erste in Deutschland gedruckte Kräuterbuch und – nach dem römischen Pseudo-Apuleius-Druck von 1481/1483 – erste bebilderte Kräuterbuch-Inkunabel), der von Johann Wonnecke von Kaub verfasste Hortus sanitatis (deutsch unter dem Titel: Gart der gesuntheit) von 1485 (das 382 pflanzliche, 25 tierische und 28 mineralische Medikamente enthaltende, am 28. März 1485 fertiggestellte erste gedruckte Kräuterbuch in deutscher Sprache) sowie die Cronecken der Sassen von 1492.
Für reisende Buchführer druckte Schöffer 1469 eine Bücheranzeige, 21 gedruckte Werke aus den Jahren 1458 bis 1469 anpreisend. Von diesem Einblattdruck ist, soweit bekannt, ein einziges Exemplar überliefert, das am Fuß der Seite handschriftlich den Buchführer erwähnt, der sich dazumal im Gasthaus „Zum wilden Mann“, wohl in Nürnberg aufhalte.
Das von Schöffer und Fust verwandte Druckersignet benutzte der Börsenverein des Deutschen Buchhandels mit dem Zusatz „BV“ im linken Teil von 1952 bis 1986. Als offizielles Emblem wird es heute noch immer von der International Association of Printing House Craftsman (IAPHC) benutzt, einem Zusammenschluss von Druckern, Grafikern und Künstlern sowie Vertretern der Druck- und Kunstindustrie.
Die Drucke der Dunkelmännerbriefe (Epistolae obscurorum virorum) aus dem Jahre 1515 werden der Werkstatt von Peter Schöffer zugeordnet.

## Technik
Mit dem Mainzer Psalter versuchte Schöffer, die Buchherstellung zu perfektionieren, indem er dem Drucker nicht nur die Arbeit des Schreibers, sondern auch die des Rubrikators übertrug. Denn analog zur Handschriftenherstellung lieferten die Drucker sonst nur unrubrizierte Produkte mit freigelassenen Stellen, in die der Käufer nach eigenem Geschmack und nach eigener Preisvorstellung von einem Rubrikator farbige Initialen einsetzen lassen konnte.
Sein Ziel war, dem gedruckten Buch ohne manuelle Rubrizierung das Aussehen einer Handschrift zu geben. Es gelang ihm, zweifarbige Initialen, in Rot und Blau, in einem Arbeitsgang mit dem schwarzen Text zu drucken, indem er jede Initiale im Metallschnittverfahren in einzelne Teile zerlegbar machte, die für den Druck auseinandergenommen und separat eingefärbt werden konnten. Dadurch konnte das Buch unmittelbar von der Presse zum Buchbinder gebracht werden. Allerdings setzte sich diese Technik nicht durch, weil sie zu aufwendig und damit teuer war. So blieb die Rubrizierung der gedruckten Bücher in der Frühdruckzeit in Gebrauch. Andererseits entwickelte sich bald eine neue, schlichtere Buchästhetik, zum Beispiel mit Holzschnitt-Initialen, die auf Farbe als das Erbe mittelalterlicher Manuskriptkultur ganz verzichten konnte.

## Denkmal
Im Jahr 1836 schuf der Darmstädter Hofbildhauer Johann Baptist Scholl für Gernsheim das Schöffer-Denkmal(⊙), eine der Sehenswürdigkeiten dieser Stadt. 2003, anlässlich des 500. Todesjahres, erhielt die südhessische Stadt die offizielle Bezeichnung „Schöfferstadt“.
Das Weizenbier der Marke „Schöfferhofer“ ist nach dem ehemaligen Haus Peter Schöffers, dem Mainzer „Schöfferhof“, benannt, in dem die Brauerei gegründet wurde, und ist mit einem Porträt des Namensgebers geschmückt. Die Marke Schöfferhofer stammte allerdings aus der gleichnamigen Brauerei in Mainz, die auch als Brauerei Dreikönigshof bekannt war.

## Literatur

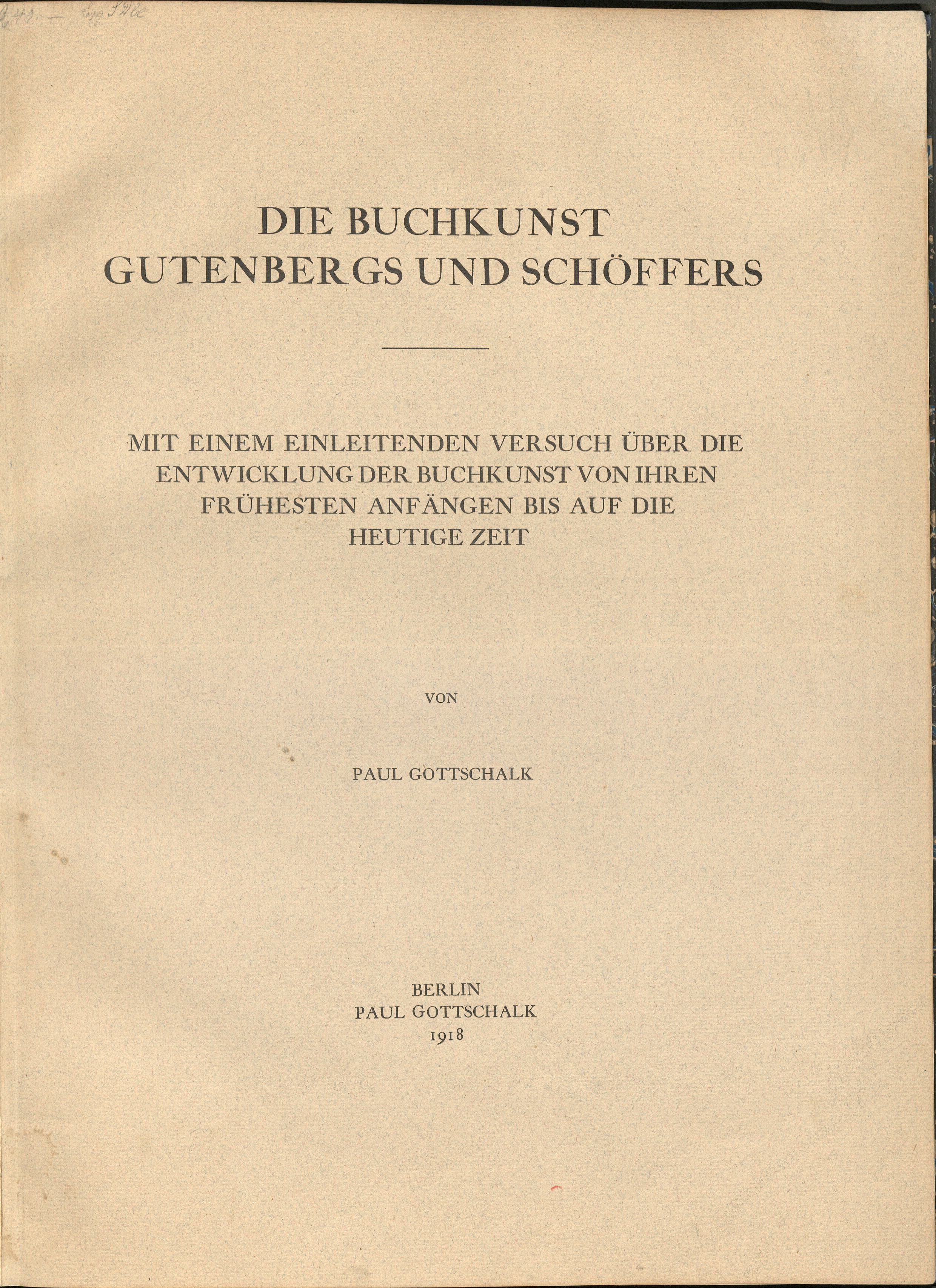
Paul Gottschalk: Die Buchkunst Gutenbergs und Schöffers (1918)